# جين سيمبسون
جين سيمبسون (بالإنجليزية: Jane Simpson)‏ هي فنانة بريطانية، ولدت في 1965 في لندن في المملكة المتحدة.